# Wacław Kober
Wacław Kober (ur. ?, zm. po 1609) – poznański malarz, brat Marcina Kobera, nadworny malarz Zygmunta III Wazy.

## Życiorys
Być może urodził się we Wrocławiu, możliwe, że był młodszym bratem Marcina. Wykształcenie malarskie uzyskał zapewne w rodzinnym mieście, zaś na początku lat 80. XVI wieku odbył wędrówkę czeladniczą po krajach niemieckich. Na pewien czas zatrzymał się w Magdeburgu, po czym około 1587 roku przeniósł się stamtąd do Poznania. Tam dokonał konwersji wyznaniowej, przechodząc z katolicyzmu na protestantyzm. Kilkukrotnie odnotowywano go w dokumentach jako ojca chrzestnego, zarówno w rodzinach protestanckich, jak i katolickich.
Jako malarz pracował poza cechem, mimo to co jakiś czas otrzymywał zlecenia od poznańskiej rady miejskiej – wykonał portret króla Stefana Batorego (w 1587, zapłatę otrzymał w 1592), jak również duży widok miasta, za który wynagrodzono go 13 lutego 1593 roku. Członkowie cechu malarzy doprowadzili do jego procesu (1591), podczas którego Kober przedstawił przywilej królewski na pracę poza strukturami cechowymi na obszarze całego państwa, co doprowadziło do wydania pomyślnego dla niego wyroku. 8 listopada 1591 roku przyjął obywatelstwo poznańskie, lecz nie wstąpił do cechu.
Poza malarstwem zajmował się także działalnością finansową, jego kontakty na tym polu sięgały do Torunia i Wrocławia. W 1598 roku, prawdopodobnie na tle sporów o pieniądze, został przed sądem oskarżony przez Andrzeja Mertenema z Wrocławia o pobicie i usiłowanie kradzieży. Wiadomo, że angażował się w sprawy finansowe swojego brata (w 1597 i 1598).
W 1599 roku został zatrudniony przy wykonywaniu dekoracji katedry krakowskiej na pogrzeb królowej Anny Habsburżanki. Od tego momentu coraz częściej otrzymywał zlecenia od dworu króla Zygmunta III Wazy. 10 września 1600 roku uzyskał status serwitora i stanowisko malarza nadwornego, wcześniej zajmowane przez jego brata. Pracował dla monarchy jeszcze w 1609 roku, ostatnia informacja o Wacławie Koberze pochodzi z umowy, jaką zawarł z rodziną brata w Warszawie (29 października 1609). 
Wacław Kober bywa uznawany za mniej utalentowanego niż jego brat. Nie udało się zidentyfikować żadnych jego prac. Za prawdopodobne uznaje się jego autorstwo portretów znanych z dokumentów – Anny Jagiellonki i Zygmunta III, umieszczonych w poznańskim ratuszu – jak również zachowanego płótna z podobizną Jana Opalińskiego (1591, w zbiorach Muzeum Narodowego w Poznaniu). Niesłusznie wiązano z nim portret Zygmunta III z około 1600 roku z kolekcji Bayerische Staatsgemäldesammlungen w Monachium. Również przypisywaniu mu portretu dziecięcego królewicza Władysława w stroju hiszpańskim było błędne, bowiem najpewniej jest to praca jego brata.
Po 1591 roku Wacław Kober ożenił się z Urszulą Strebel. Mieli troje dzieci – Hieronima, Wacława (ur. ok. 1600) i Urszulę (ur. 1598). Drugi z synów poszedł w ślady ojca, ucząc się pod jego okiem malarstwa. W 1619 roku Wacław młodszy, jako czeladnik, otrzymał list dobrego urodzenia, kiedy udawał się do Wrocławia. Pobierał tam nauki (1619–1625) w warsztacie Georga Scholtza starszego, jednak z nieznanych przyczyn ich nie ukończył.